# Раймонд I де Бо (принц Оранский)
Раймонд I де Бо (фр. Raymond I des Baux, ум. 1282) — принц Оранский с 1218.
Сын Гильома I, принца Оранского, и Эрменгарды де Мевуйон.

## Биография
Гильом I де Бо был убит в 1218 альбигойцами. Чтобы отомстить за его смерть, Гонорий III взял под свою защиту его сыновей и их земли, а также снова объявил войну альбигойцам (30 июля 1218). В 1221 Гуго Марсельский и Бертран де Берр, братья Гильома I, просили у папы в компенсацию несчастий, постигших их племянников, послать специального легата в Прованс, чтобы их защитить. Гонорий согласился и вдобавок послал им 1100 марок.
Раймонд I, старший сын Гильома, наследовавший ему как принц Оранский, правил совместно сначала с братом Гильомом II, после его смерти (1239) с двумя племянниками: Гильомом III, который умер бездетным в 1248, и Раймондом II. После смерти последнего (1279) он правил с внучатым племянником Бертраном III. Предполагалось разделить управление справедливо, на деле же Раймонд старался родственников отстранить и даже мало помалу лишить владений, так что в 1279 Бертрану III принадлежала только четверть Куртезона.
В 1237 Раймонд получил от Раймонда VII Тулузского во фьеф замки Камаре и Сериньян, за которые принес в 1253 оммаж Альфонсу де Пуатье.
В 1247 Раймонд и его племянник и соправитель Гильом III были схвачены восставшими жителями Оранжа. 26 мая 1247 принцы-соправители заключили мир с горожанами.

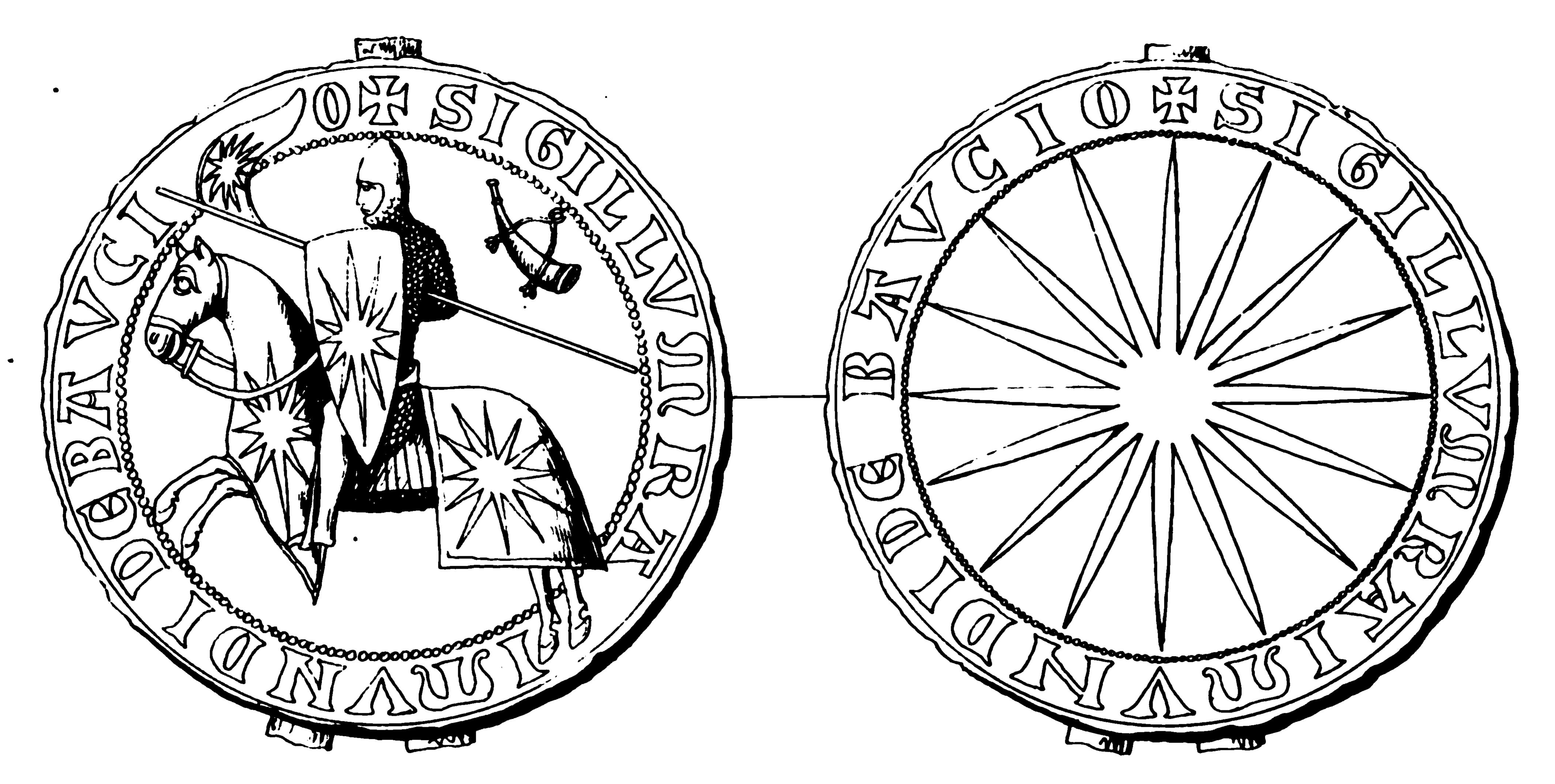
Печать Раймонда де Бо, принца Оранского

23 августа 1257 Раймонд и его племянник и соправитель Раймонд II отказались в пользу Карла Анжуйского от прав, которые Фридрих II дал в 1215 Гильому I Оранскому на королевство Арля и Вьенна. Их кузен Барраль Марсельский подписал документ как свидетель. Взамен граф Прованса обещал добиться для них полного владения Оранжем, приобретя у госпитальеров их половину. Это обещание было сдержано только в 1309.
18 июля 1272 Раймонд I и Раймонд II разделили с командором Святого Иоанна юрисдикцию и договорились, что монета, которая будет чеканиться в Оранже, будет наполовину чеканиться от имени принцев, наполовину — командоров.

## Семья
Жена (1239): Мальбержона д’Э, сеньора де Кондорсе, дочь Изоарда д’Э и Драгонетты де Монтобан.
Дети:
- Гильом (ум. до 1281). Жена: Гиза де Люнель, дочь Понса, сеньора де Люнель. Дочь:
  - Этьенетта де Бо. Муж (1281): Бертран III де Бо, сеньор де Куртезон, принц-соправитель Оранский (ум. 1305)

- Бертран IV, принц Оранский